# Крістофер Тернер (письменник)
Крістофер Тернер (англ. Christopher Turner; Велика Британія) — британський письменник, біограф. Автор книжки Пригоди в оргазмотроні

## Біографія
Здобув ступінь магістра у Кембріджському університеті за спеціальністю антропологія, археологія та історія мистецтва. У 2000 році отримав ступінь доктора філософії з гуманітарних та культурологічних студій, захистивши дисертацію The Disgusting: The Unrepresentable from Kant to Kristeva. У 2003-2004 рр. він був запрошеним професором у Колумбійському університеті.
Дописував у журнали London Review of Books, Cabinet, The Guardian і The Sunday Telegraph. Працює головним редактором  Icon.
Його дебютна книжка  Adventures in the Orgasmatron: How the Sexual Revolution Came to America увійшла до довгого списку Orwell Prize (Премія Орвелла) у 2011 році.

## Переклади українською
- Пригоди в оргазмотроні / Крістофер Тернер ; переклад з англійської Назарія Агаджаняна, дизайн обкладинки Назара Гайдучика. — Львів: Видавництво Старого Лева, 2018. — 656 с. — ISBN 978-617-679-512-4.